# Elis Wiklund
Elis Wiklund (n. 12 decembrie 1909, Kramfors, Comitatul Västernorrland, Suedia – d. 17 martie 1982, Sollefteå, Comitatul Västernorrland, Suedia) a fost un schior de fond ce a reprezentat Suedia, medaliat olimpic. A participat la o ediție a Jocurilor Olimpice (1936) în care a câștigat o medalie de aur.

## Participări
Lista de mai jos prezintă principalele competiții la care a participat Elis Wiklund de-a lungul carierei.
- cross-country skiing at the 1936 Winter Olympics – men's 50 km[*]